# Remington R5 RGP
R5 RGP (Remington Gas Piston - газовий поршень Ремінгтон) карабін, який розробила та випускає компанія Remington Arms. Він є одним з багатьох гвинтівок типу AR-15 який використовує систему відведення порохових газів з газовим поршнем в спробі покращити надійність зброї.

## Користувачі
- США